# تادكتوسو هوندا
تادكتوسو هوندا (باليابانية: 本多忠勝 ) (و. 1548 – 1610 م) هو محارب، وسياسي ياباني، ولد في أوكازاكي، آيتشي، ويحمل رتبة عسكرية فريق أول، توفي في إيدو، عن عمر يناهز 62 
يعتبر تادكتوسو هوندا اقوى محاربي الساموراي على الرغم من خوضه معارك كثيرة لم يصب بخدش واحد ولم يُهزم أبدا في مبارزة بمعركة وكان الساعد القوي للشوغون إياسو توكوغاوا
كان من الجنرلات الأربعة للشوغون إياسو توكوغاوا وكان شديد الولاء له وشديد الساعد فهو لم يخسر اي معركة ضد اعداءه لقد كان من افضل محاربي الساموراي يعتبر دخوله لأرض المعركة شارة للموت فعندما واجهة جيش التاكيدا ضد تاكيدا شينجن قتل نصف الخيالة وسبب تأخيرا لأجل انسحاب جيش التوكوغاوا من المعركة .